# Estación Puerto Diamante
Puerto Diamante fue una estación de ferrocarril de la localidad de Diamante, provincia de Entre Ríos, República Argentina. Se hallaba ubicada en el puerto fluvial de Diamante. Se encuentra antecedida por la Estación Strobel, a 4 km, y era cabecera del ramal Diamante-Curuzú Cuatiá del Ferrocarril General Urquiza.